# AMD K7
AMD K7 è la settima generazione di CPU x86 (successiva alla K6) dell'azienda Advanced Micro Devices comunemente conosciuta come AMD. La K7 è la prima architettura interamente progettata dalla compagnia di Sunnyvale; introduce importanti sviluppi rispetto alla 6ª generazione, tra i quali il più rilevante è l'adozione del bus bidirezionale Alpha EV6 sviluppato dalla Digital Equipment Corporation (DEC).

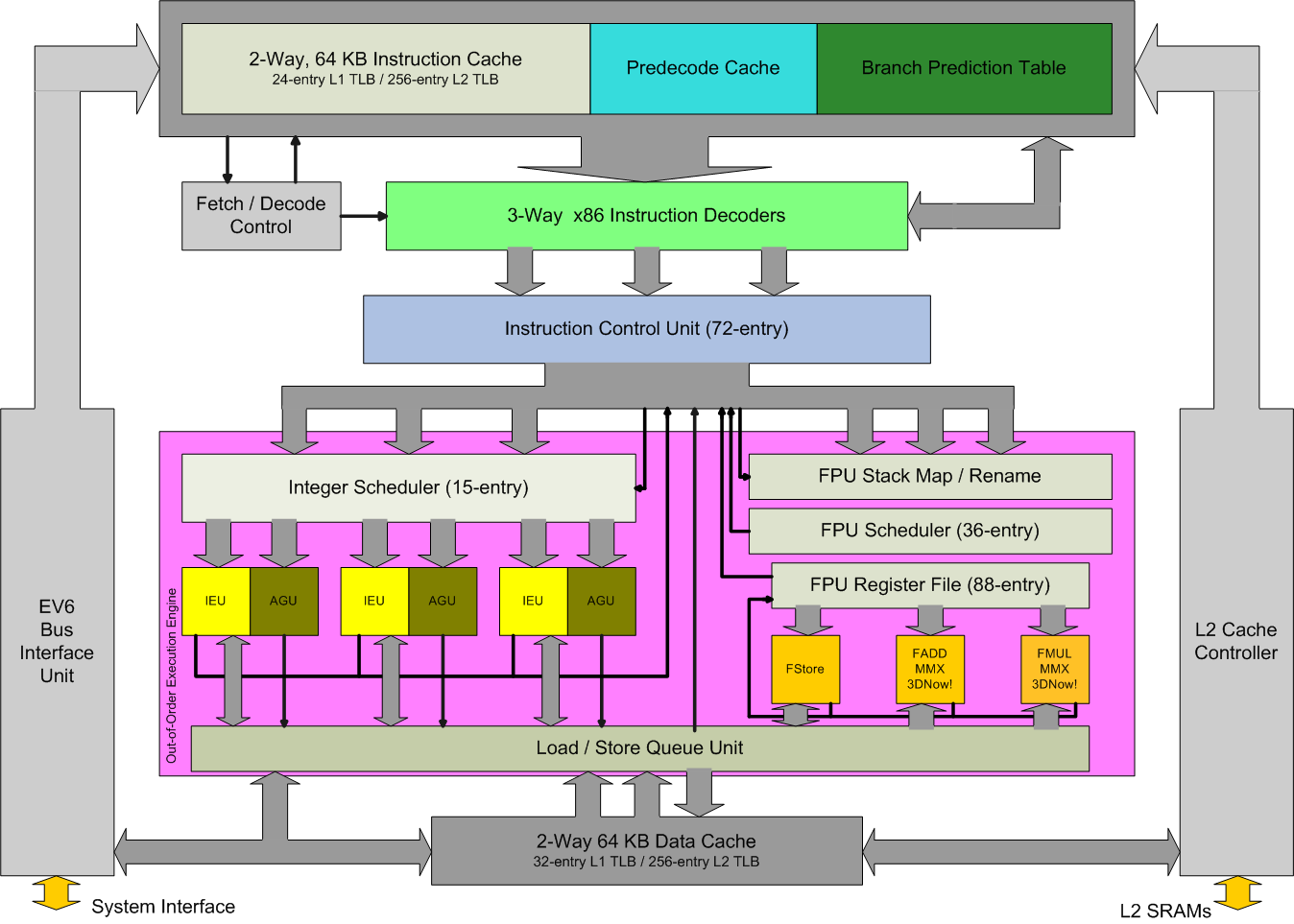
Architettura K7

## Processori

### Duron

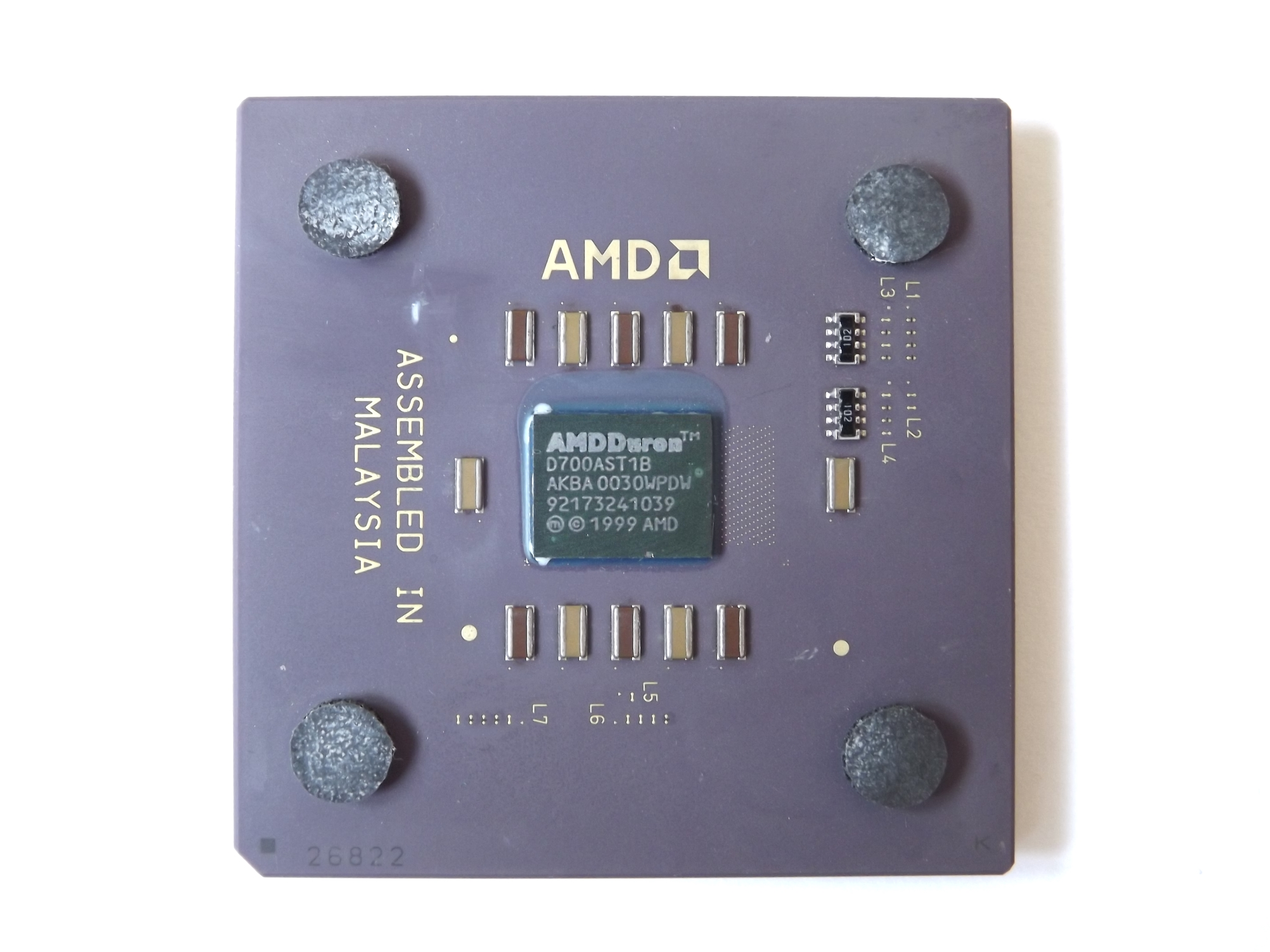
AMD Duron 700

| Processore | Modello | Processo costruttivo | Socket     | Frequenza | Cores | Threads | Cache L1 | Cache L2 | TDP     |
| ---------- | ------- | -------------------- | ---------- | --------- | ----- | ------- | -------- | -------- | ------- |
| AMD Duron  | 600     | 180 nm               | Socket 462 | 600 MHz   | 1     | 1       | 64 KB    |          |         |
| AMD Duron  | 650     | 180 nm               | Socket 462 | 650 MHz   | 1     | 1       | 64 KB    |          |         |
| AMD Duron  | 700     | 180 nm               | Socket 462 | 700 MHz   | 1     | 1       | 64 KB    |          |         |
| AMD Duron  | 750     | 180 nm               | Socket 462 | 750 MHz   | 1     | 1       | 64 KB    |          |         |
| AMD Duron  | 800     | 180 nm               | Socket 462 | 800 MHz   | 1     | 1       | 64 KB    |          | 33-38 W |
| AMD Duron  | 850     | 180 nm               | Socket 462 | 850 MHz   | 1     | 1       | 64 KB    |          | 33-38 W |
| AMD Duron  | 900     | 180 nm               | Socket 462 | 900 MHz   | 1     | 1       | 64 KB    |          | 35-40 W |
| AMD Duron  | 950     | 180 nm               | Socket 462 | 950 MHz   | 1     | 1       | 64 KB    |          | 37-42 W |
| AMD Duron  | 1000    | 180 nm               | Socket 462 | 1000 MHz  | 1     | 1       | 64 KB    |          | 46 W    |
| AMD Duron  | 1100    | 180 nm               | Socket 462 | 1100 MHz  | 1     | 1       | 64 KB    |          | 50 W    |
| AMD Duron  | 1200    | 180 nm               | Socket 462 | 1200 MHz  | 1     | 1       | 64 KB    |          | 55 W    |
| AMD Duron  | 1300    | 180 nm               | Socket 462 | 1300 MHz  | 1     | 1       | 64 KB    |          | 60 W    |
| AMD Duron  | 1400    | 180 nm               | Socket 462 | 1400 MHz  | 1     | 1       | 64 KB    |          |         |
| AMD Duron  | 1600    | 180 nm               | Socket 462 | 1600 MHz  | 1     | 1       | 64 KB    |          |         |
| AMD Duron  | 1800    | 180 nm               | Socket 462 | 1800 MHz  | 1     | 1       | 64 KB    |          |         |

### Sempron

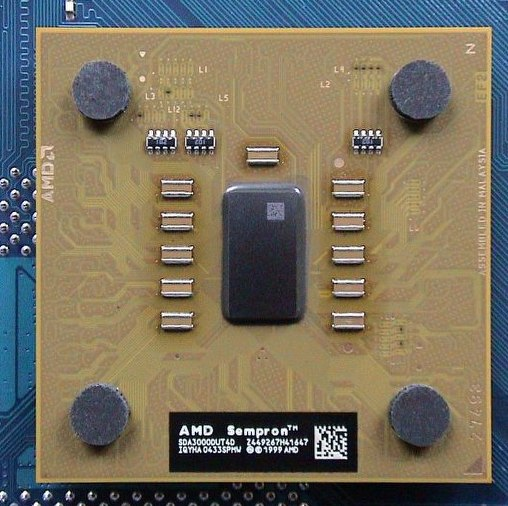
AMD Sempron 3000+

| Processore  | Modello | Processo costruttivo | Socket     | Frequenza | Cores | Threads | Cache L1 | Cache L2 | TDP  |
| ----------- | ------- | -------------------- | ---------- | --------- | ----- | ------- | -------- | -------- | ---- |
| AMD Sempron | 2200+   | 130 nm               | Socket 462 | 1500 MHz  | 1     | 1       | 64 KB    | 256 KB   | 62 W |
| AMD Sempron | 2300+   | 130 nm               | Socket 462 | 1583 MHz  | 1     | 1       | 64 KB    | 256 KB   | 62 W |
| AMD Sempron | 2400+   | 130 nm               | Socket 462 | 1667 MHz  | 1     | 1       | 64 KB    | 256 KB   | 62 W |
| AMD Sempron | 2500+   | 130 nm               | Socket 462 | 1750 MHz  | 1     | 1       | 64 KB    | 256 KB   | 62 W |
| AMD Sempron | 2600+   | 130 nm               | Socket 462 | 1833 MHz  | 1     | 1       | 64 KB    | 256 KB   | 62 W |
| AMD Sempron | 2800+   | 130 nm               | Socket 462 | 2000 MHz  | 1     | 1       | 64 KB    | 256 KB   | 62 W |
| AMD Sempron | 3000+   | 130 nm               | Socket 462 | 2000 MHz  | 1     | 1       | 64 KB    | 512 KB   | 62 W |
| AMD Sempron | 3300+   | 130 nm               | Socket 462 | 2200 MHz  | 1     | 1       | 64 KB    | 512 KB   |      |

### Duron-M
| Processore       | Modello | Processo costruttivo | Socket     | Frequenza | Cores | Threads | Cache L1 | Cache L2 | TDP |
| ---------------- | ------- | -------------------- | ---------- | --------- | ----- | ------- | -------- | -------- | --- |
| AMD Mobile Duron | 600     |                      | Socket 462 | 600 MHz   | 1     | 1       | 64 KB    | 64 KB    |     |
| AMD Mobile Duron | 650     |                      | Socket 462 | 650 MHz   | 1     | 1       | 64 KB    | 64 KB    |     |
| AMD Mobile Duron | 800     | 180 nm               | Socket 462 | 800 MHz   | 1     | 1       | 64 KB    | 64 KB    |     |
| AMD Mobile Duron | 850     | 180 nm               | Socket 462 | 850 MHz   | 1     | 1       | 64 KB    | 64 KB    |     |
| AMD Mobile Duron | 900     | 180 nm               | Socket 462 | 900 MHz   | 1     | 1       | 64 KB    | 64 KB    |     |
| AMD Mobile Duron | 1000    | 180 nm               | Socket 462 | 1000 MHz  | 1     | 1       | 64 KB    | 64 KB    |     |
| AMD Mobile Duron | 1100    | 180 nm               | Socket 462 | 1100 MHz  | 1     | 1       | 64 KB    | 64 KB    |     |
| AMD Mobile Duron | 1200    | 180 nm               | Socket 462 | 1200 MHz  | 1     | 1       | 64 KB    | 64 KB    |     |
| AMD Mobile Duron | 1300    | 180 nm               | Socket 462 | 1300 MHz  | 1     | 1       | 64 KB    | 64 KB    |     |

### Geode NX

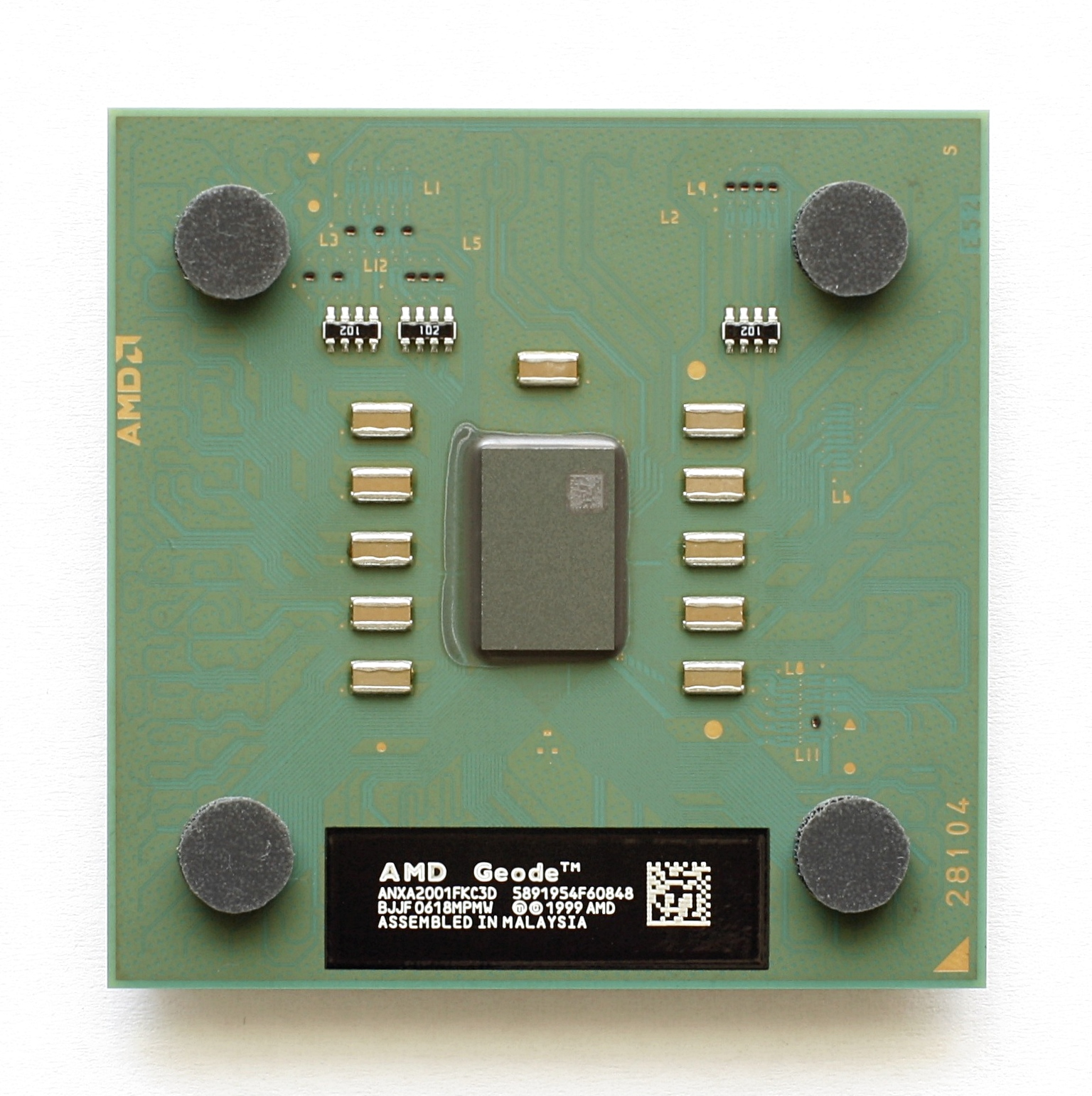
AMD Geode NX 2001

| Processore   | Modello | Processo costruttivo | Socket     | Frequenza | Cores | Threads | Cache L1 | Cache L2 | TDP  |
| ------------ | ------- | -------------------- | ---------- | --------- | ----- | ------- | -------- | -------- | ---- |
| AMD Geode NX | 1250    | 130 nm               | Socket 462 | 667 MHz   | 1     | 1       | 64 KB    | 256 KB   | 9 W  |
| AMD Geode NX | 1500    | 130 nm               | Socket 462 | 1000 MHz  | 1     | 1       | 64 KB    | 256 KB   | 9 W  |
| AMD Geode NX | 1750    | 130 nm               | Socket 462 | 1400 MHz  | 1     | 1       | 64 KB    | 256 KB   | 25 W |
| AMD Geode NX | 2001    | 130 nm               | Socket 462 | 1800 MHz  | 1     | 1       | 64 KB    | 256 KB   |      |